# Patrizia Fichera
Patrizia Fichera (Torino, 11 giugno 1970) è un'ex calciatrice italiana, centravanti dell'Associazione Calcio Femminile Milan 82.

## Carriera
Inizia a giocare a calcio gia all'età di 5 anni nella periferia milanese, in seguito raggiunta l'età di 12 anni con l'obbligo di separazione dei sessi nelle squadre agonistiche giovanili, passa a giocare con il Trezzano sul Naviglio e in seguito con la Triestina calcio.
Si succedono altre squadre tra cui il Crescenzago e l'Ambrosiana calcio;
proprio mentre giocava per quest'ultima nel 1987 viene notata da un talent scout del Milan e reclutata in Serie A.
Tra i numerosi successi sportivi e le vittorie, la soddisfazione maggiore arriva nel 1991 con la vittoria dello scudetto nei ranghi del Milan.
In seguito viene acquistata dal Verona dove rimane per un anno, dopodiché decide di accettare la proposta del Rapid Lugano per giocare nel campionato svizzero in Lega Nazionale A e finisce la sua carriera agonistica presso il Germignana nel 2003.
Terminata la carriera calcistica non volendo abbandonare del tutto l'attività sportiva, si è dedicata al futsal per due anni.

## Palmarès

### Club

#### Competizioni nazionali
- Campionato italiano: 1

Milan 82 Salvarani: 1991-1992